# Fabrizio Bartolini (calciatore)
Fabrizio Bartolini (Orbetello, 18 maggio 1924 – Roma, 6 novembre 1991) è stato un calciatore italiano, di ruolo attaccante.

## Carriera
Debutta in Serie C nel 1946-1947 con il Grosseto, proveniente dall'Orbetello; con i maremmani in tre campionati di terza serie mette a segno 97 reti in 98 incontri, che uniti agli altri 31 gol segnati dopo il ritorno a Grosseto a fine carriera, lo rendono il miglior cannoniere di sempre nella storia dei biancorossi.
Le sue capacità realizzative lo portano a debuttare in Serie B nel 1949-1950 con il Livorno, dove segna 39 gol in 75 gare.
In seguito disputa ancora tre campionati di Serie B, di cui due a Catania dove colleziona 56 presenze e 13 reti, ed uno a Modena con 11 presenze.
Termina la carriera calcando i campi della IV Serie, dapprima con la maglia del Foggia ed infine tornando a Grosseto.